# Fackverk
För skogsbruksmetoden, se fackverk (skogsbruk).
Fackverk är en benämning på dels den teknik som används i bland annat korsvirkeshus, där utrymmet mellan de korsade stockarna fylls ut med fyllnadsmaterial (trä, sten, tegel, lera eller dylikt), dels den konstruktions- och dimensioneringsmetod som används för bärverk i till exempel broar, där man önskar låg vikt i kombination med god bärighet. Det som gör fackverk stabilt är att vikten fördelas mellan flera punkter.

## Fackverkshus

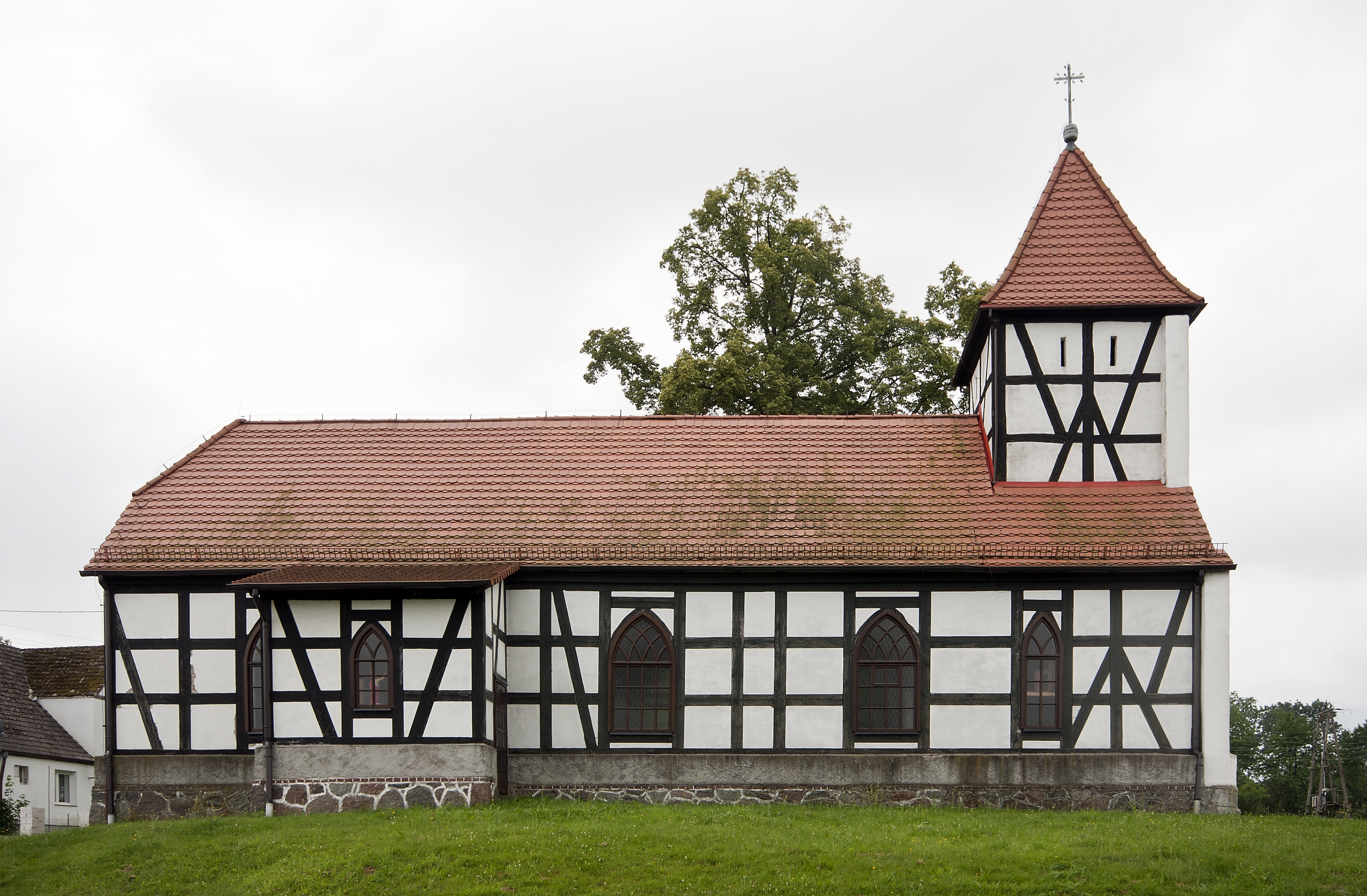
I Centraleuropa är det mycket vanligt med korsvirkeskyrkor. Den här ligger i byn Kłanino i Västpommern i Polen.

Fackverkshus med trä eller tegel som fyllningsmaterial, så kallade korsvirkeshus, var allmänna i stora delar av Europa under hela medeltiden och renässansen; i Danmark och södra Sverige har byggnadssättet hållit sig ända in i vår tid.
Fackverkshus med brädpanel började strax efter 1800-talets mitt att ersätta äldre byggnadstekniker.
En särskild typ av fackverksbyggnader bildar det japanska boningshuset, vars trästomme utfylles med skjutbara väggar av bambu, siden eller papper.

## Fackverk (konstruktion)

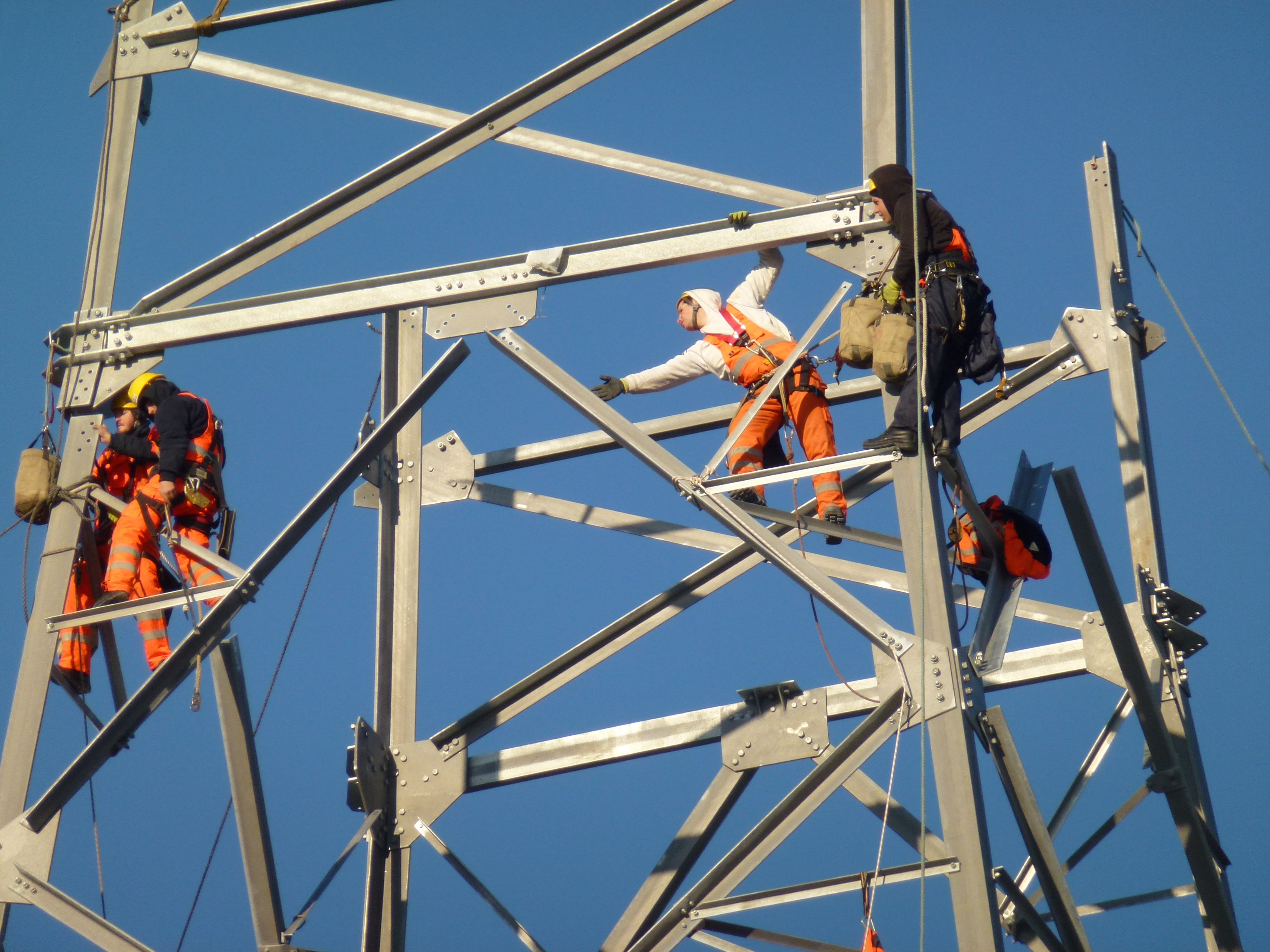
Montage av en kraftledningsstolpe i fackverk

Fackverk (fackverkskonstruktion), konstruktionssystem bestående av stänger som kopplas samman så att ett stabilt bärverk erhålls. Fackverksprincipen bygger på att stängerna bildar ett stort antal trianglar. Detta blir mycket stabilt eftersom en triangels former och vinklar är entydigt bestämda av sidlängderna, d.v.s. i fackverkets fall stängerna. Fackverk kan vara plana eller i tre dimensioner (rymdfackverk).
I ett renodlat fackverk betraktar man knutpunkterna som gångjärn där stängerna kan vrida sig fritt. Alla stänger som saknar egen last blir därmed momentfria. Momentfriheten gör att det blir lätt att beräkna hur krafterna som lasten ger upphov till fortplantar sig i fackverket. I praktiken är stängerna oftast fast hopfogade, men eftersom vridstyvheten i knutpunkterna som regel är mycket mindre än hållfastheten i stängerna kan man vid beräkningar betrakta knutpunkterna som rörliga och momentfria.
Beroende på hur fackverkets belastningar fördelas kan stängerna utsättas för dragkrafter eller tryckkrafter (kompression). Om en triangelsida under alla arbetsförhållanden utsätts enbart för dragkrafter, kan stången ersättas av en stållina, som då blir fullständigt momentfri. Att ersätta styva stänger med linor kan ge vinster på flera sätt:
- Reducerad vikt
- Mindre vindlast
- Genom att linan enkelt kan ges en förspänning minskas glapp i knutpunkterna, vilket är fördelaktigt för det samlade fackverkets vridstyvhet
- Lägre kostnad

Fackverk användes redan av romarna. Kända konstruktioner var kejsar Trajanus träbro över Donau och kejsar Konstantins över Rhen.
Den mest kända fackverkskonstruktionen är förmodligen Eiffeltornet (1889), med stänger av smidesjärn.
Spektakulära fackverkskonstruktioner i Sverige är Älvsborgsbrons (Göteborg) 4,65 m höga, 417 m långa förstyvningsbalkar i stål samt inomhusarenan Globens (Stockholm) takkonstruktion, sammansatt av 13 000 stålrör.

## Exempel

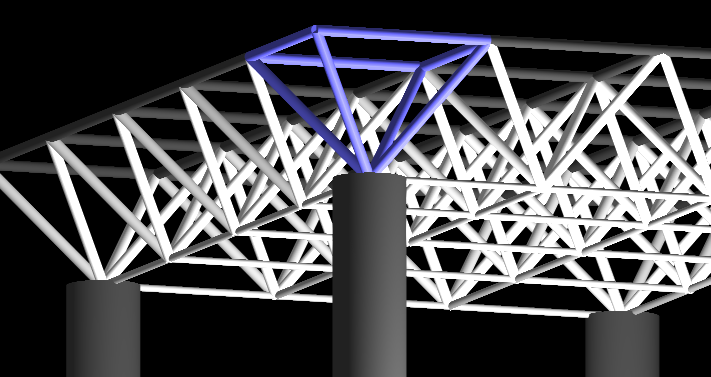
Fackverk av den typ som finns t.ex. i Globen
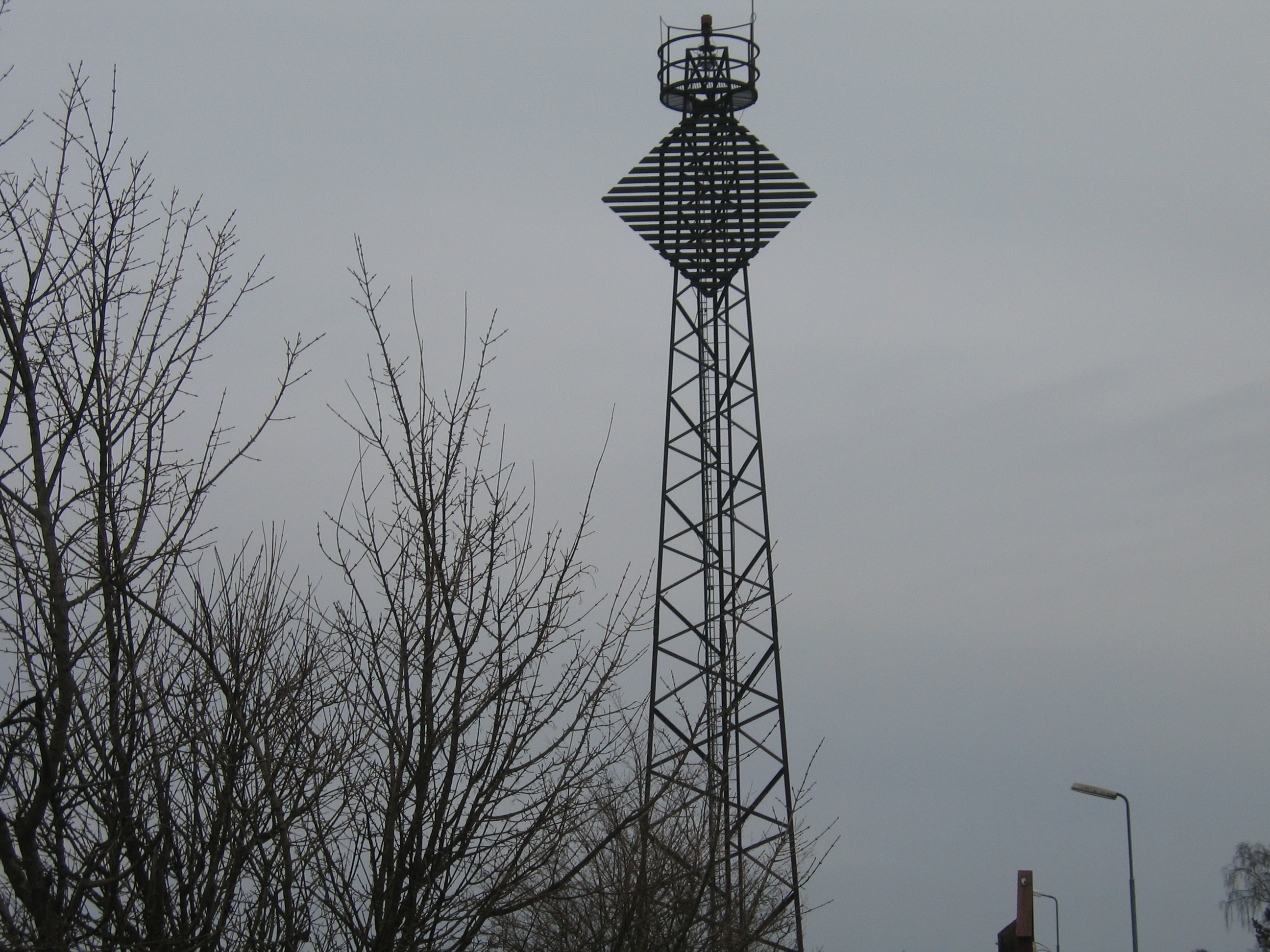
Ett torn som är ett stående rymdfackverk
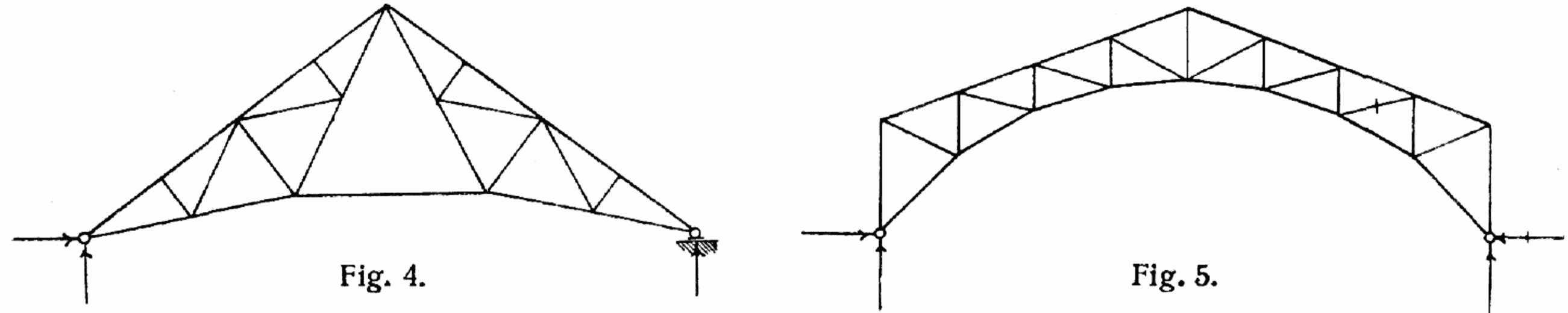
Fackverkstakstol resp ram
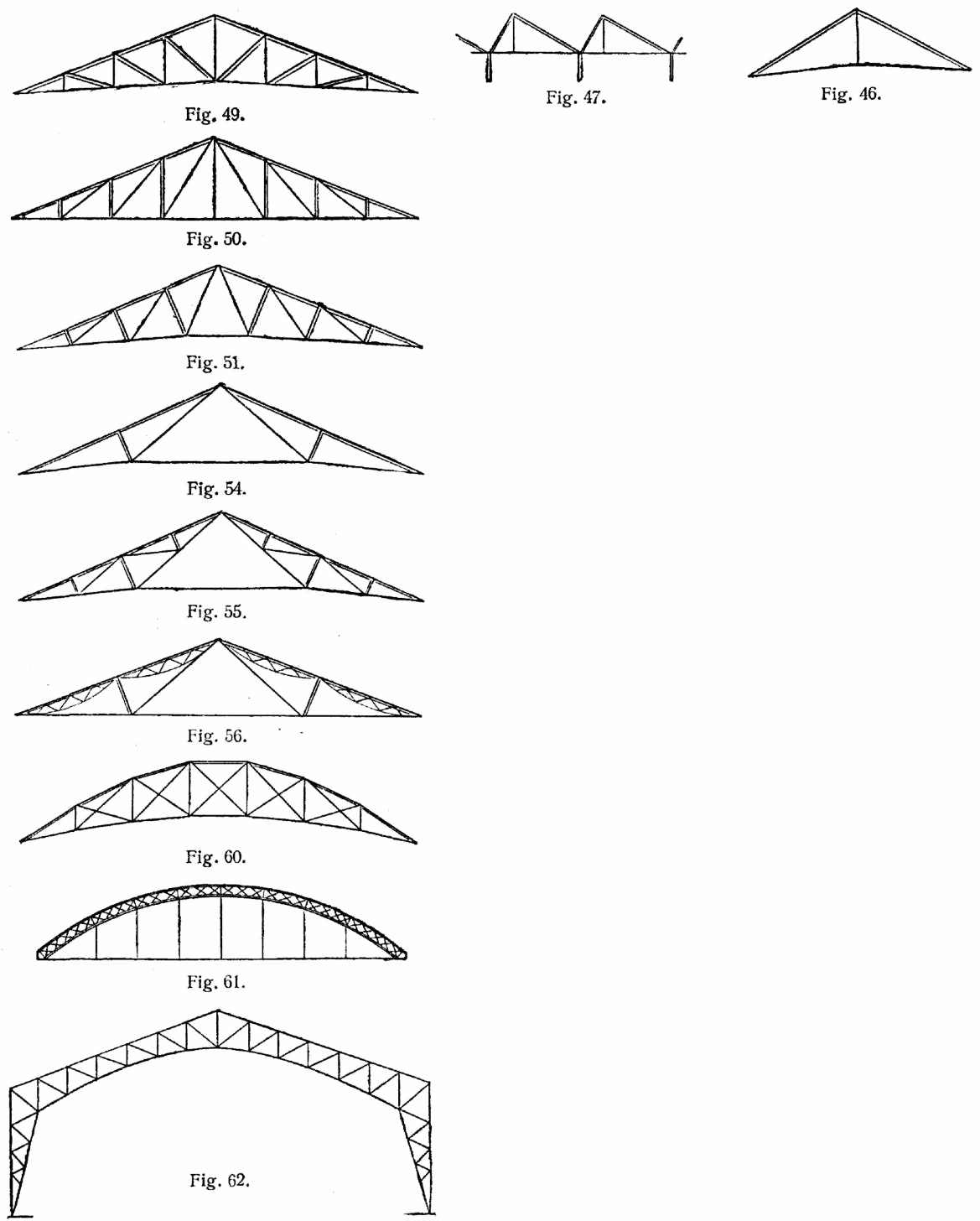
Fackverktakstolar till hallar
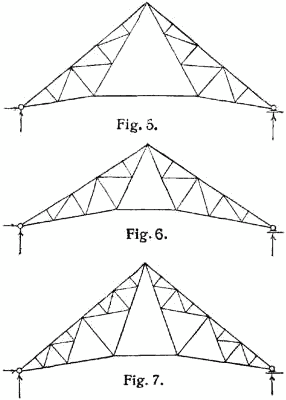
Polonceaufackverktakstolar
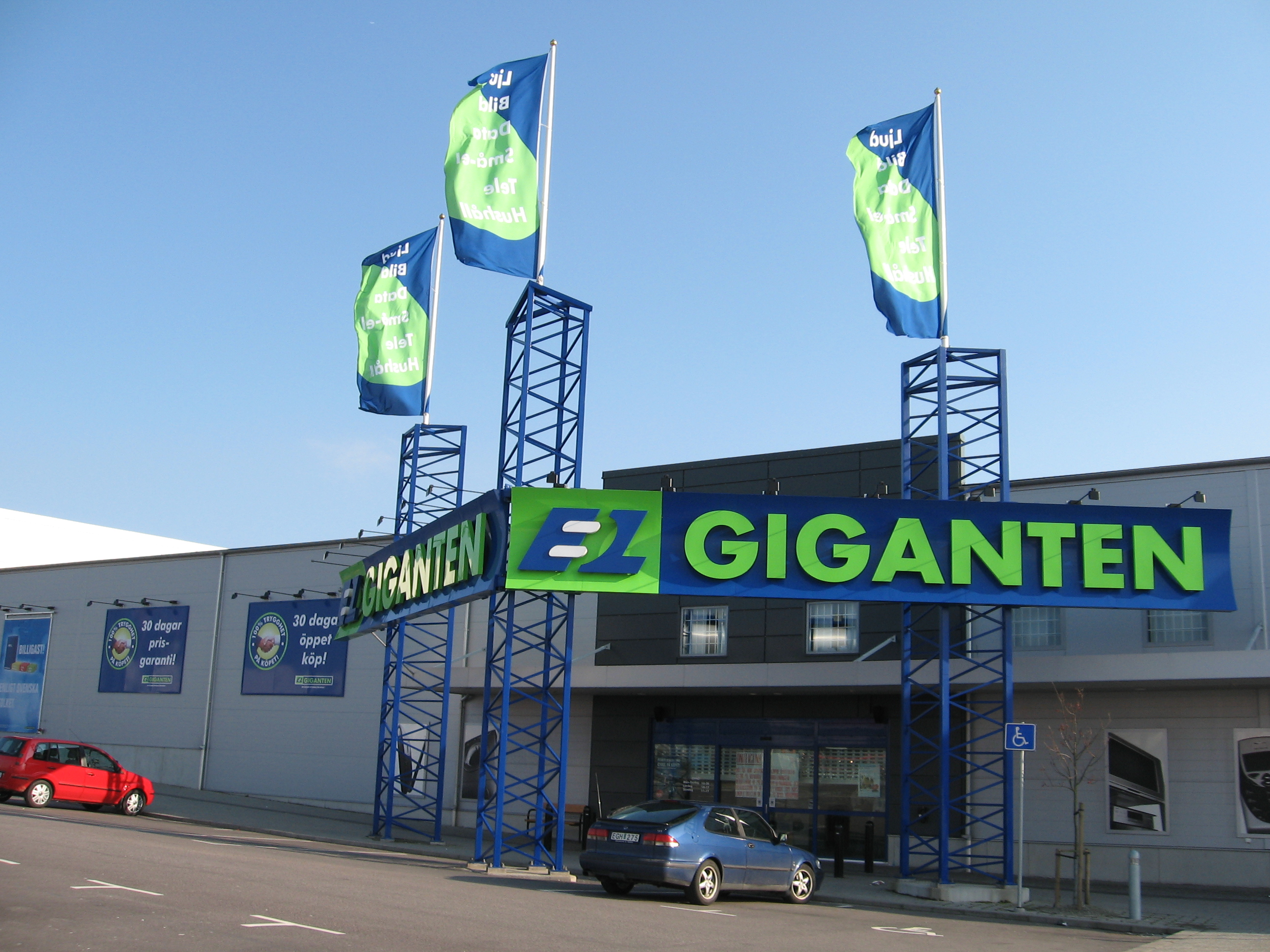
Skylt som sitter på fackverkpelare
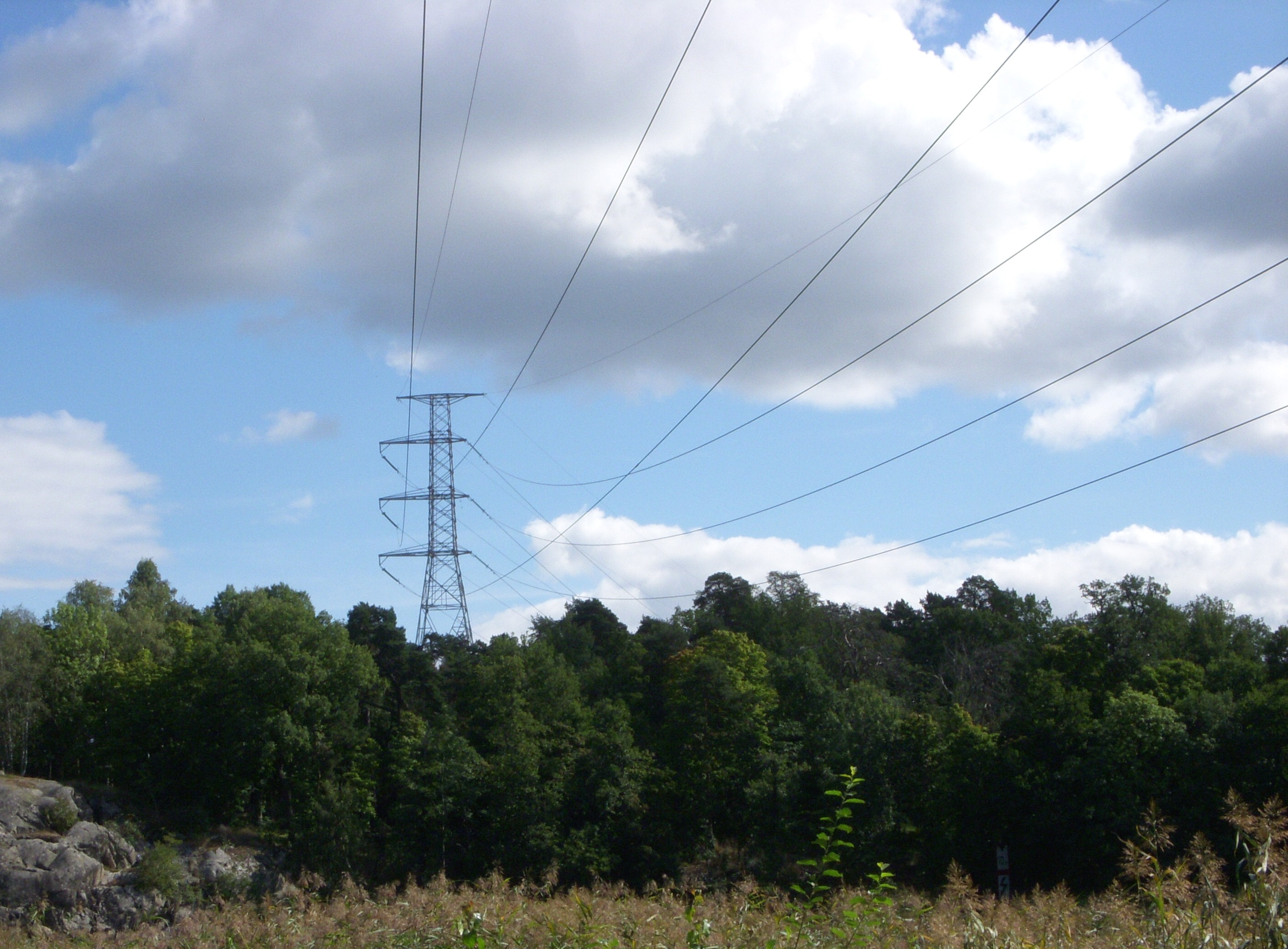
Fackverkstolpe för Kraftledningen Untra–Värtan
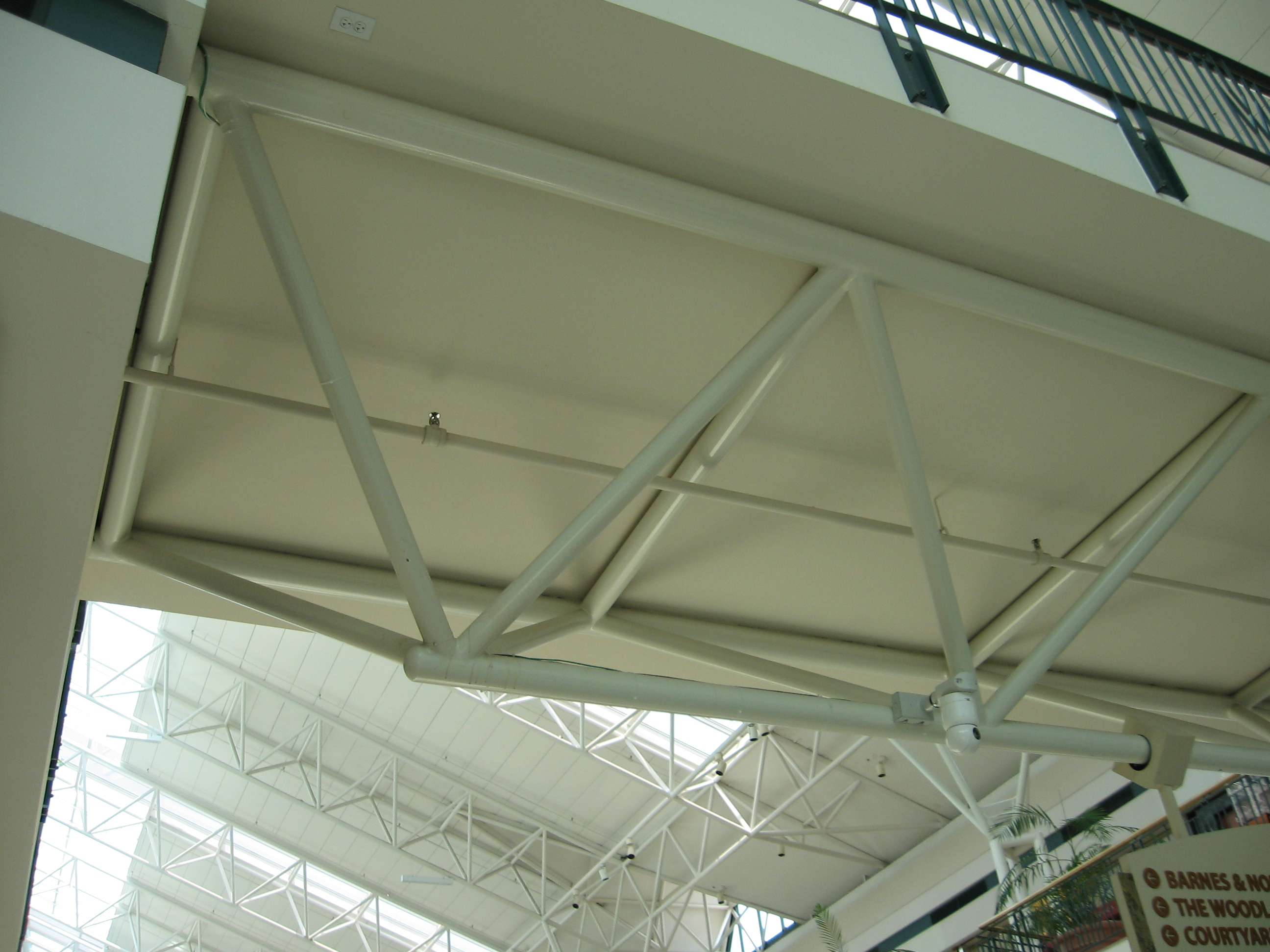
Rymdfackverk av runda konstruktionsrör